# Kadmuhu

Mapa północnej Mezopotamii ok. 850 r. p.n.e. z zaznaczonym położeniem Kadmuhu (Kadmukhi) zaanektowanego już przez Asyrię

Kadmuhu, Katmuhu – starożytne królestwo znane z asyryjskich źródeł z II i I tys. p.n.e., leżące w północnej Mezopotamii, we wschodnim regionie gór Kasziari (wsp. Tur Abdin), na zachód od górnego biegu rzeki Tygrys.

## Nazwa
W transliteracji z pisma klinowego nazwa tego królestwa zapisywana była najczęściej kurKat-mu-hi. W inskrypcjach Adad-nirari I i Salmanasara I z nieznanych powodów jego nazwę zapisywano kurKu-ut-mu-hi.

## Dzieje
Po raz pierwszy Kadmuhu wymieniane jest w inskrypcjach asyryjskiego króla Adad-nirari I (1307–1275 p.n.e.), który pisząc o swym ojcu i poprzedniku Arik-den-ili (1319–1308 p.n.e.) nazywa go „zdobywcą kraju Kutmuhu i jego wszystkich sojuszników, hord Ahlamu, Sutu i Juru, razem z ich ziemiami”.
Opisując swe własne dokonania Adad-nirari I nie wymienia Kadmuhu, co może oznaczać, że za jego rządów Asyria mogła już utracić nad nim kontrolę. Według inskrypcji Tukulti-Ninurty I (1244–1208 p.n.e.) wojska Kadmuhu najeżdżać miały ziemie asyryjskie i uprowadzać ich mieszkańców. Aby temu przeciwdziałać poprowadził on na początku swych rządów wyprawę wojenną przeciw Kadmuhu zdobywając pięć jego twierdz i zabierając zdobyte tam łupy oraz jeńców do Asyrii. W tym samym czasie poprowadził on również wyprawy przeciw innym niezależnym królestwom w regionie, podbijając je lub przywracając asyryjską kontrolę nad nimi.
Późniejsi władcy asyryjscy prowadzili kolejne wyprawy wojenne przeciw Kadmuhu. Najbardziej znaną z nich była wyprawa wojenna poprowadzona przez Tiglat-Pilesera I w 1115 r. p.n.e., w roku objęcia przez niego tronu Asyrii. Wyprawa ta była reakcją na wkroczenie na terytorium Kadmuhu dwudziestotysięcznej, dowodzonej przez pięciu królów armii ludu Muszki. Kadmuheńczycy, nastawieni wrogo do asyryjskich rządów i odmawiający płacenia Asyrii trybutu, powitali najprawdopodobniej wojska ludu Muszki jak wyzwolicieli. Tiglat-Pileser I, chcąc z jednej strony przeciwstawić się ekspansji ludu Muszki, a z drugiej ukarać wciąż buntującą się ludność Kadmuhu, najechał wraz ze swą armią terytorium tego królestwa. W wielkiej bitwie, w której polec miało ponad dwie trzecie wojowników ludu Muszki, ich armia rozgromiona została przez Asyryjczyków, a jej niedobitki podporządkować się musiały asyryjskiemu władcy. Następnie Tiglat-Pileser I zwrócił się przeciw Kudmuheńczykom, plądrując ich królestwo i niszcząc jego miasta. Nie osłabiło to jednak oporu ludności Kadmuhu, która wciąż buntowała się przeciw asyryjskim rządom. W odpowiedzi Tiglat-Pileser I ponownie najechał Kadmuhu, podporządkował je sobie i jako terytorium nadgraniczne przyłączył do Asyrii.
Pomimo tych wydarzeń relacje pomiędzy Kadmuhu a Asyrią wciąż pozostawały wrogie. Aszur-dan II (934–912 p.n.e.) opisuje w swych inskrypcjach podbój Kadmuhu i pojmanie jego króla Kundibhale, który został zabrany jako jeniec do Arbeli i tam żywcem obdarty ze skóry. Przyłączenie Kadmuhu do Asyrii przypisuje też sobie Adad-nirari II (911–891 p.n.e.), którego twierdzenie potwierdza fakt, że niejaki Na'id-ilu, pełniący urząd limmu w 885 r. p.n.e. za rządów Tukulti-Ninurty II, wymieniany jest jako gubernator Kadmuhu.
Za rządów Aszurnasirpala II (883–859 p.n.e.) Kadmuhu zapłaciło dobrowolnie, w 883 i 879 r. p.n.e., trybut królowi asyryjskiemu, gdy ten prowadził swą armię przez jego terytorium w trakcie swych kampanii na wschodzie. Przy drugiej okazji Aszurnasirpal II poświęcił pałac w Til-uli, jednym z miast Kadmuhu. W 879 r. p.n.e. Kadmuhu zostało ostatecznie zaanektowane przez Asyryjczyków, a z jego terytorium utworzone zostały dwie nowe prowincje: Szahuppa i Tille.
Następnie Kadmuhu wzmiankowane jest dopiero w 708 r. p.n.e., kiedy to asyryjska kronika eponimów odnotowuje wyprawę „szlachetnie urodzonych” przeciw Kadmuhu. Z tego samego źródła wiemy też, że w 695 r. p.n.e. urząd limmu pełnił Aszur-belu-usur, gubernator Kadmuhu (lub według innej kopii gubernator Szahuppy).